# Historyczny wiatrak w Sanssouci
Historyczny wiatrak w Sanssouci, Historyczny Młyn (niem. Historische Mühle von Sanssouci) – zabytkowy młyn zbożowy w postaci wiatraka typu holenderskiego, znajdujący się w Poczdamie, w dzielnicy Bornstedt, w parku Sanssouci, w bezpośrednim sąsiedztwie pałacu Sanssouci, a także w pobliżu Nowej Oranżerii i Neue Kammern. Powstał z inicjatywy pruskiego króla Fryderyka Wilhelma II w latach 1787–1791 na miejscu dotychczasowego wiatraka typu kozłowego. Młyn prowadził działalność związaną z przetwarzaniem zbóż do 1858 roku, po objęciu zaś w 1861 roku pruskiego tronu przez Wilhelma I został przekształcony w muzeum. W 1945 roku budowla została spalona podczas działań związanych z II wojną światową. Jej odbudowę przeprowadzono w latach 1988–1993.
Młyn należy do grupy pałaców i zespołów parkowych w Poczdamie i Berlinie, wpisanych w 1990 roku na listę światowego dziedzictwa UNESCO. Obecnie jest jedynym z niemal czterdziestu młynów wiatrowych, jakie niegdyś znajdowały się w Poczdamie. Stanowi połączenie czynnego zakładu produkującego mąkę z muzeum, w którym znajduje się wystawa poświęcona historii obiektu i przetwarzaniu zbóż. Jest uważany za jeden z najpiękniejszych niemieckich młynów, a ponadto cieszy się ogólnoświatową sławą za sprawą związanej ze swoim poprzednikiem „Legendy o młynarzu z Sanssouci” (niem. Legende vom Müller von Sanssouci), będącej odbiegającym od rzeczywistych faktów zilustrowaniem sporu prawnego pomiędzy młynarzem Johannem Wilhelmem Grävenitzem, a królem Fryderykiem II Wielkim.

## Historia

### Pierwszy młyn
Po tym, jak w 1713 roku Fryderyk Wilhelm I został królem Prus, przekształcił dotychczas niewiele znaczące miasto Poczdam w wysokiej rangi ośrodek rezydencyjny i garnizonowy. Towarzyszący temu nagły wzrost liczby ludności w mieście spowodował konieczność odpowiedniego dostosowania systemu zaopatrzenia w żywność, z czym wiązała się także budowa nowych młynów zbożowych. Siedem młynów wiatrowych i kilka młynów wodnych działało już na obszarze Poczdamu, kiedy w 1736 roku młynarz Johann Wilhelm Grävenitz zwrócił się do króla Fryderyka Wilhelma I z prośbą o pozwolenie na budowę wiatraka typu kozłowego na wzgórzu Kahlen Berg, położonym w paśmie wzgórz dzielnicy Bornstedt. Młynarz sprytnie wybrał lokalizację, w której miał zapewniony swobodny wiatr ze wszystkich kierunków. W 1737 roku otrzymał pozwolenie i rozpoczął budowę wiatraka, który rok później został oddany do użytku. Grävenitza obowiązywała coroczna opłata za dzierżawę działki z młynem w wysokości 40 talarów plus 10 talarów na rzecz wojskowego sierocińca, do którego należała działka.
W 1740 roku Fryderyk Wilhelm I zmarł, a na pruskim tronie zastąpił go Fryderyk II, w późniejszych czasach zwany Wielkim. Władca ten w latach 1745–1747 wybudował w bezpośrednim sąsiedztwie młyna Grävenitza pałac Sanssouci, mający być jego letnią rezydencją. Już podczas prac budowlanych Grävenitz wystosował wobec króla skargę z powodu znacznych strat w dopływie swobodnego wiatru do jego młyna, jakie miał powodować wznoszony pałac. W ten sposób zapoczątkował z władzami królewskimi spór prawny, który w późniejszych czasach zyskał sławę jako odbiegająca od rzeczywistych faktów „Legenda o młynarzu z Sanssouci” (niem. Legende vom Müller von Sanssouci). Zgodnie z jej treścią Grävenitz miał zagrozić pozwem sądowym królowi chcącemu mu odebrać młyn. W rzeczywistości Fryderyk II 4 czerwca 1746 roku nakazał rozpatrzyć skargę Grävenitza kamerze wojny i domen, dołączając przy tym pouczający tekst o następującej treści: „...kształtowany przez wiatr młynarz Johann Wilhelm Grävenitz z Poczdamu narzeka, że po wybudowaniu tam całkiem blisko niego naszego letniego pałacu, otoczeniu winnicy wysokimi murami i posadzeniu wysokich drzew, z powodu braku wiatru musi stać nieruchomo, jednak coroczna opłata za dzierżawę...” wciąż go obowiązuje. Z tego powodu Grävenitz prosił króla o obniżenie opłaty lub pozwolenie na budowę nowego młyna w bardziej odpowiednim miejscu i oczywiście jej sfinansowanie. Fryderyk II uznał skargę młynarza i kazał zbudować dla niego nowy wiatrak kozłowy niedaleko dzielnicy Babelsberg. Grävenitz zaczął zarządzać nowym młynem, ten zaś znajdujący się obok pałacu Sanssouci w 1753 roku sprzedał młynarzowi Kalatzowi za 800 talarów.
Kalatz prowadził młyn do 1764 roku, kiedy to obiekt został przejęty przez Carla Friedricha Vogla. Wiatrak źle funkcjonował z powodu niekorzystnych warunków wiatrowych, w związku z czym Vogel wzorem jednego ze swoich poprzedników poskarżył się królowi, który przyznał mu rację i w 1781 roku zwolnił go z opłaty za dzierżawę. Vogel jednak sam wydzierżawił młyn młynarzowi Heringowi, po czym w 1786 roku ponownie zaczął go prowadzić. Wówczas wiatrak kozłowy był w bardzo złym stanie technicznym, a rosnące w parku drzewa coraz bardziej odgradzały go od wiatru.

### Obecny młyn

#### Budowa i użytkowanie

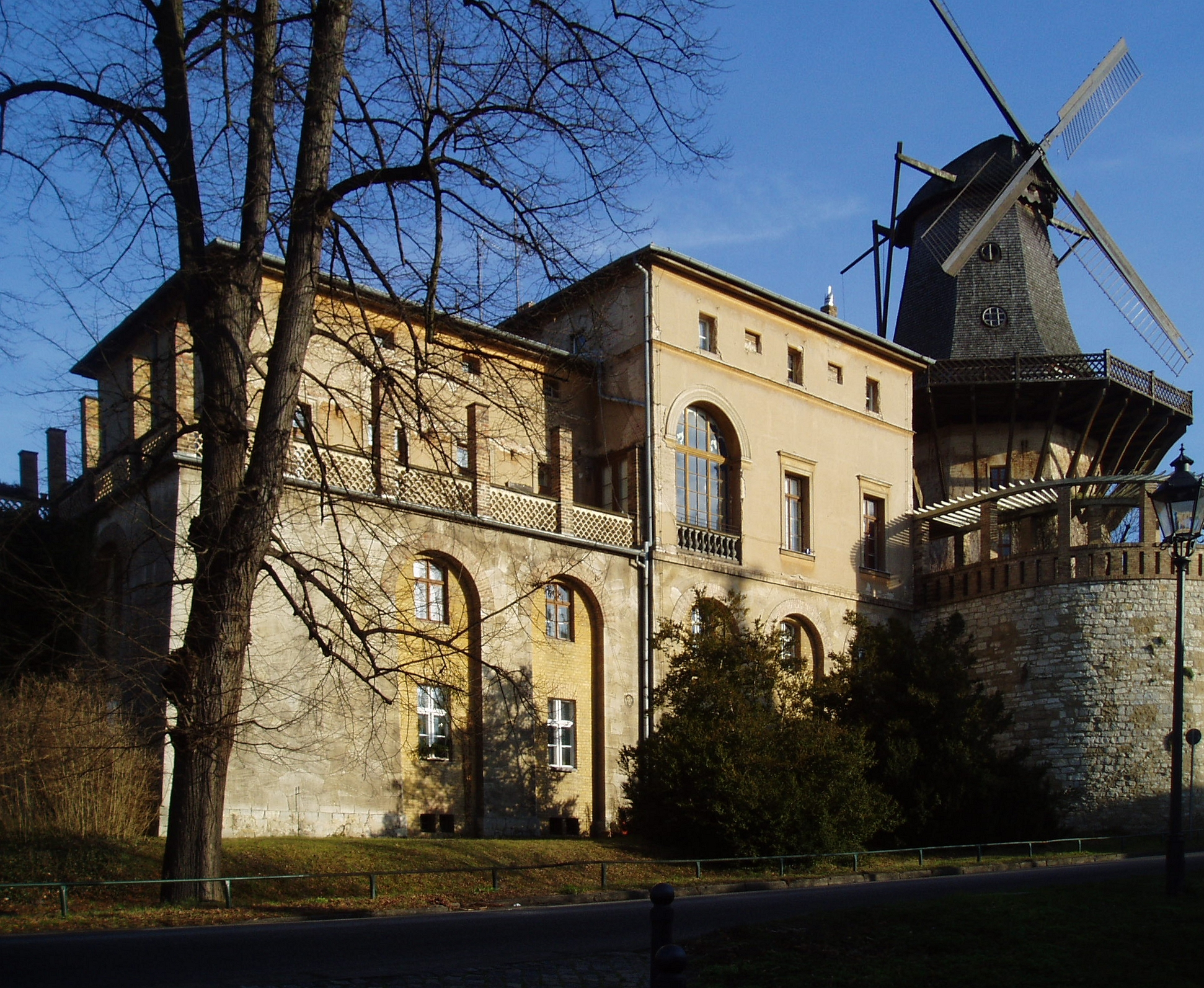
Młyński dom mieszkalny w 2012 roku

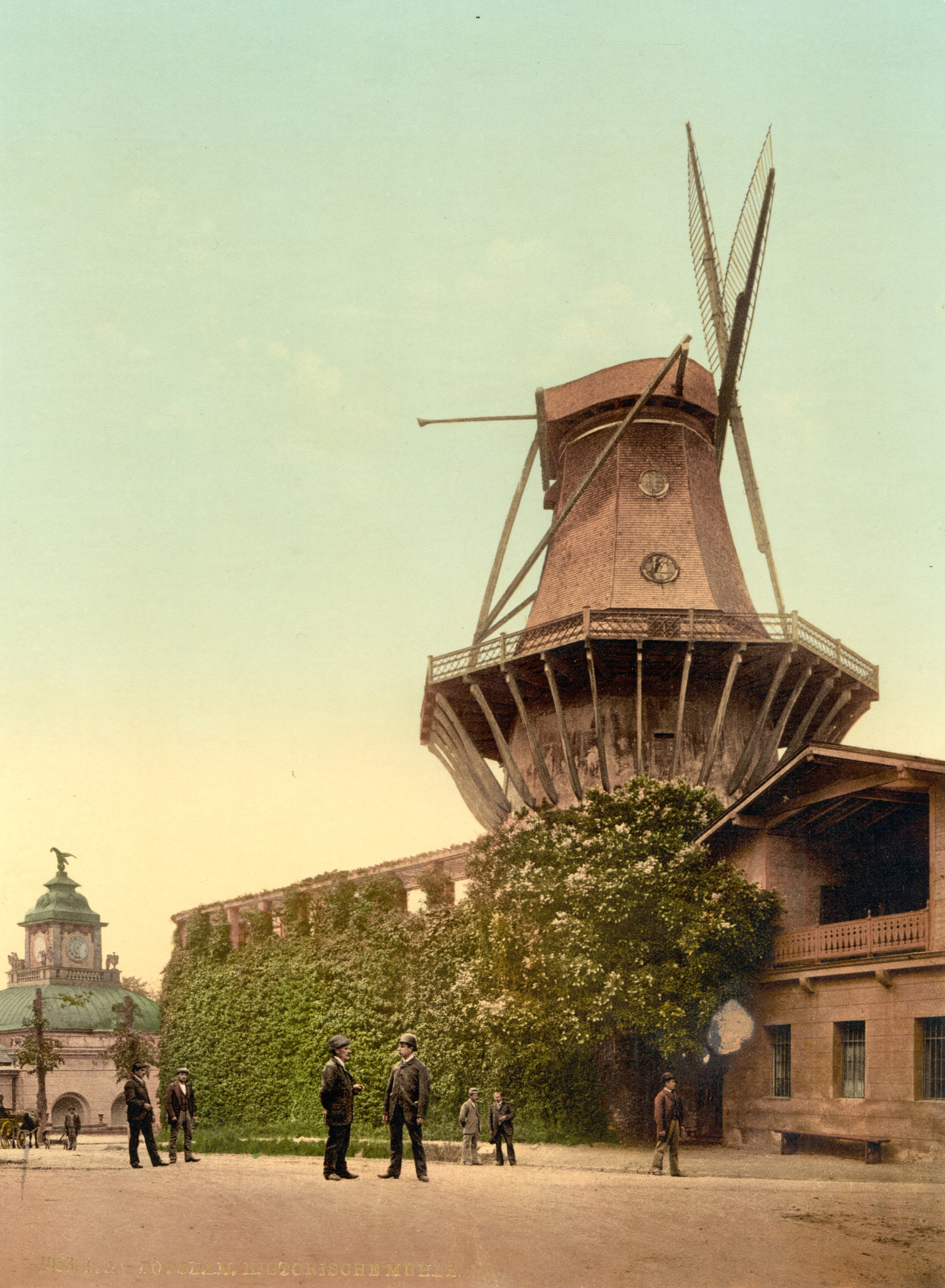
Młyn na litografii z około 1900 roku

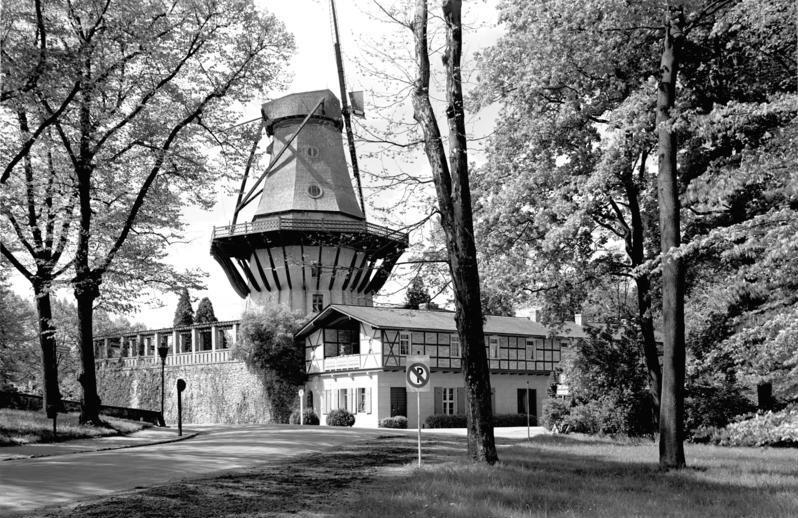
Młyn na zdjęciu sprzed II wojny światowej

W 1787 roku rządzący od roku Prusami Fryderyk Wilhelm II kazał zburzyć stary wiatrak i za 3000 talarów zlecił wywodzącemu się z rodziny holenderskich imigrantów nadwornemu cieśli Corneliusowi Wilhelmowi van der Boschowi budowę w tym samym miejscu nowego młyna. Na początku 1791 roku Vogel mógł już rozpocząć działalność w młynie. Nowo oddana do użytku budowla była wiatrakiem typu holenderskiego z galerią i znacznie przewyższała poprzedni wiatrak. Miała też od niego o wiele dłuższe skrzydła.
W 1797 roku na pruski tron wstąpił Fryderyk Wilhelm III, w przeciwieństwie do swoich poprzedników nie wykazujący szczególnego zainteresowania wiatrakiem obok pałacu Sanssouci. Gdy w 1802 roku Carl Friedrich Vogel zmarł, wdowa po nim początkowo kontynuowała działalność młyna. W 1821 roku zaproponowała królowi zakup wiatraka, jednak władca odmówił z powodu braku zainteresowania. W 1840 roku rządy w Prusach objął Fryderyk Wilhelm IV, który w następnym roku poprzez Królewskie Morskie Przedsiębiorstwo Handlowe (niem. Königliche Seehandlung) założył Królewskie Młyny Parowe (niem. Königliche Dampfmahlmühle). Ze względu na powstanie konkurencji kilka młynów wiatrowych na obszarze Poczdamu musiało zakończyć działalność, lecz ten przy pałacu Sanssouci został kupiony przez Królewskie Morskie Przedsiębiorstwo Handlowe, stając się własnością królewską. Niedługo później Peter Joseph Lenné zaproponował, żeby młyn w kolejnych latach stał się częścią projektu parku pałacowego, co przyczyniło się do jego przetrwania. Po zniszczeniach, jakich wiatrak doznał w 1845 roku wskutek burzy, jego mechanizm młyński został przebudowany i zmodernizowany, dzięki czemu mógł być bardziej wydajny. W latach 1847–1849 przy wiatraku zbudowano zaprojektowany przez Ludwiga Persiusa młyński dom mieszkalny. Od 1854 roku młyn przy pałacu Sanssouci prowadził młynarz Pahle, który jednak cztery lata później zrezygnował, co jednocześnie oznaczało zakończenie działalności młyna.
W 1861 roku królem Prus został Wilhelm I (od 1871 roku cesarz niemiecki), który uznał młyn przy pałacu Sanssouci za pomnik i udostępnił go do zwiedzania jako muzeum. W 1883 roku jedno ze skrzydeł wiatraka uległo uszkodzeniu, w związku z czym odnowiono całą konstrukcję nośną skrzydeł.

#### Zniszczenie, odbudowa i dalsze losy
27 kwietnia 1945 roku młyn przy pałacu Sanssouci spłonął w wyniku związanych z II wojną światową walk pomiędzy wojskami niemieckimi a radzieckimi. Przetrwała tylko murowana dolna część budowli, która przez następne dziesięciolecia coraz bardziej niszczała z powodu braku zabezpieczenia przed niekorzystnymi warunkami atmosferycznymi.
W czasach NRD, w 1983 roku rozpoczęto starania o rekonstrukcję wiatraka przy pałacu Sanssouci, będące częścią planów obchodów 1000. rocznicy założenia Poczdamu, która wypadała w 1993 roku. Pod egidą Izby Rzemieślniczej i przy wsparciu kilku wschodnioniemieckich fachowców z dziedziny budowania młynów odbudowane miały zostać tylko zewnętrzne formy wiatraka, zaś we wnętrzu planowano umieścić muzeum rzemiosła. Nie brano przy tym pod uwagę rekonstrukcji wewnętrznego mechanizmu młyńskiego. W 1988 roku rozpoczęła się renowacja trzykondygnacyjnej dolnej części młyna, jednak w następnym roku wraz z przemianami społeczno-politycznymi w Niemczech prace zostały wstrzymane. Wówczas budowla była otoczona rusztowaniami, a wewnątrz niej znajdowały się nowo wstawione betonowe stropy. Dzięki wsparciu Niemieckiego Towarzystwa Molinologii i Konserwacji Młynów (niem. Deutschen Gesellschaft für Mühlenkunde und Mühlenerhaltung, DGM) oraz dotacjom finansowym, m.in. od nowo utworzonego kraju związkowego Brandenburgia i Fundacji Nadrenii Północnej-Westfalii (niem. Nordrhein-Westfalen-Stiftung), prace związane z rekonstrukcją młyna w 1992 roku zostały wznowione i szybko posuwały się naprzód, dzięki czemu w kwietniu następnego roku, w odpowiedniej chwili na 1000-lecie Poczdamu skrzydła wiatraka ponownie się obróciły.

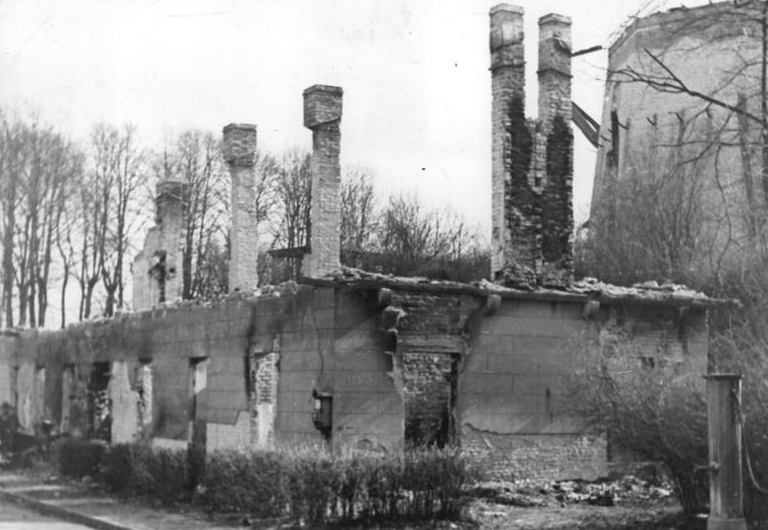
Pozostałości młyna w 1950 roku

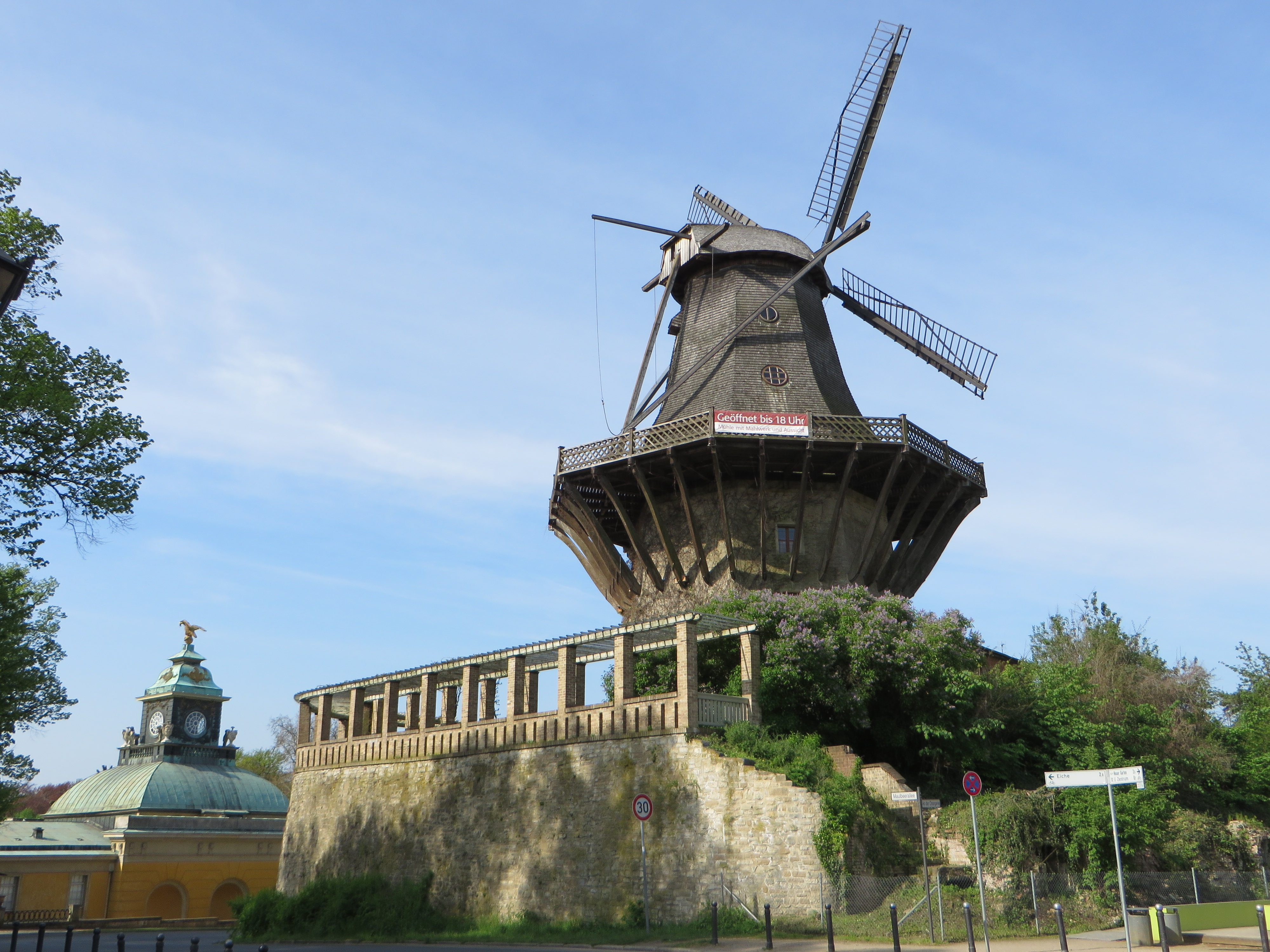
Widok ogólny na młyn w 2012 roku; w lewym dolnym rogu widoczna część Neue Kammern

Jako że oryginalne plany zaginęły, projekt rekonstrukcji zewnętrznych form młyna sporządzono w oparciu o pochodzący z 1935 roku rysunek Wyższego Urzędu Budowlanego i liczne zdjęcia ukazujące wiatrak w stanie z około 1900 roku. Podczas gdy za prace budowlane przy murowanej dolnej części młyna i wykonanie galerii odpowiadały lokalne przedsiębiorstwa rzemieślnicze, budowę górnej drewnianej części z obrotową nadbudówką i skrzydłami powierzono firmie Wilhelma Möllera z Rahden. Stalowe pręty konstrukcyjne skrzydeł zostały wyprodukowane w Holandii. Wewnętrzny mechanizm młyński wykonało specjalistyczne przedsiębiorstwo z powiatu Minden-Lübbecke. Po zakończeniu wszystkich prac budowlanych przy młynie Niemieckie Towarzystwo Molinologii i Konserwacji Młynów przejęło od będącej jego właścicielem Fundacji Pruskie Pałace i Ogrody Berlina-Brandenburgii (niem. Stiftung Preußische Schlösser und Gärten Berlin-Brandenburg) zarządzanie i prowadzenie jako muzeum. W 1995 roku towarzystwo zleciło prowadzenie młyna Zjednoczeniu Młynów Berlina-Brandenburgii (niem. Mühlenvereinigung Berlin-Brandenburg e.V.).
Na początku 2003 roku rozpoczęto renowację i przebudowę wewnętrznego mechanizmu młyńskiego, jako że jego dotychczasowe elementy okazały się nieodpowiednie do regularnej eksploatacji, ponadto wielokrotnie ulegały uszkodzeniom. Z okazji 10. rocznicy odbudowy młyna, w marcu 2003 roku oddano do użytku nowe kamienie młyńskie wraz z towarzyszącymi im maszynami do przetwarzania zbóż.
Obecnie młyn przy pałacu Sanssouci jest połączeniem muzeum z czynnym zakładem produkującym mąkę, corocznie odwiedzanym przez około 60 tysięcy ludzi. Od 2011 roku działa jako certyfikowane przedsiębiorstwo ekologiczne, regularnie kontrolowane przez Urząd do spraw Kontroli Produktów Żywnościowych. Wytwarza mąkę z ekologicznych zbóż: żyta, pszenicy i orkiszu, kupowanych od innych przedsiębiorstw młyńskich. Równocześnie na czterech poziomach wystawienniczych w budowli urządzona jest wystawa poświęcona historii młyna i przetwarzaniu zbóż. Na parterze wiatraka mieści się także sklep, w którym można kupić chleb wypiekany z tutejszej mąki, a także samą mąkę, fachową literaturę i pamiątki. Galeria młyna służy z kolei za punkt widokowy, oferujący widok na park Sanssouci.

## Dane techniczne

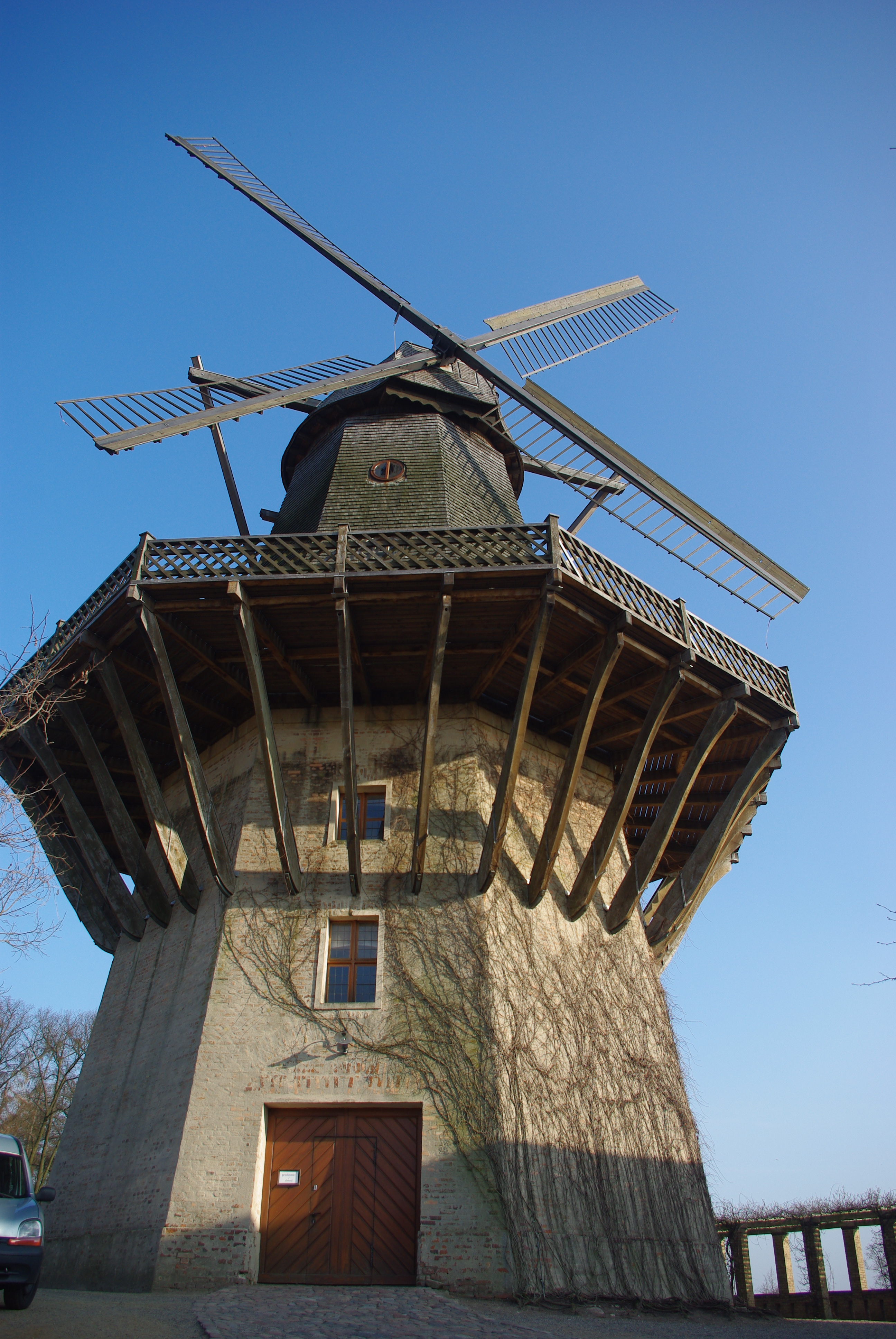
Widok na murowaną dolną część, galerię i skrzydła młyna

Młyn przy pałacu Sanssouci jest wiatrakiem typu holenderskiego. Jest zbudowany na planie ośmiokąta i składa się z dolnej części murowanej oraz górnej drewnianej. Wewnątrz niego, od czasu odbudowy z lat 1988–1993, znajdują się betonowe stropy i kręcone schody, które nie odpowiadają historycznym formom wewnętrznym. Młyn ma 35,45 m wysokości. Na wysokości 10,85 m znajduje się galeria wsparta na 32 ukośnych podporach. Średnica konstrukcji nośnej ze skrzydłami wynosi 24 m. Na oparte na stalowych prętach konstrukcyjnych skrzydła jest naciągnięta tkanina żaglowa. Skrzydła ważą razem 2 t, obrotowa nadbudówka z wałem skrzydeł i głowicą 20 t, natomiast pionowy wał – 5 t.
Budowla ma siedem kondygnacji, z których trzy zajmuje właściwy mechanizm młyński. Składa się on z płaszczyzny, na którą zsypywana jest mąka, położonego nad nią kamiennego poziomu i obrotowej nadbudówki, w której znajduje się przekładnia przenosząca obroty skrzydeł na pionowy wał napędzający kamienie młyńskie oraz wszystkie inne maszyny. W nadbudówce znajduje się również hamulec młyna. Kamienie młyńskie współcześnie używane do rozdrabniania ziaren zbóż są wykonane z piaskowca.

## Turystyka
Młyn w okresie od kwietnia do października jest otwarty dla zwiedzających codziennie w godzinach 10:00-18:00, a w listopadzie, styczniu, lutym i marcu w soboty oraz w niedziele w godzinach 10:00-16:00. W grudniu obiekt pozostaje zamknięty. Zwyczajowa opłata za wstęp dla dorosłych wynosi 4 euro, natomiast dzieci i niektóre grupy społeczne mają zniżki.

## Legenda
„Legenda o młynarzu z Sanssouci” (niem. Legende vom Müller von Sanssouci) po raz pierwszy pojawiła się w 1787 roku w opublikowanej anonimowo francuskojęzycznej biografii króla Fryderyka II Wielkiego pod tytułem Vie de Frederic (pol. „Życie Fryderyka”). Później legendę zamieścił w swej publikacji Geschichte Friedrichs des Großen (pol. „Historia Fryderyka Wielkiego”) żyjący w I połowie XIX wieku pisarz Franz Theodor Kugler. Według niej ciągły hałas dobiegający z położonego niedaleko pałacu Sanssouci młyna wiatrowego tak bardzo przeszkadzał Fryderykowi II, że ten któregoś dnia udał się do młynarza Johanna Wilhelma Grävenitza z zamiarem kupienia od niego młyna, aby za dochód z zakupu mógł zbudować nowy młyn w innym miejscu. Kiedy młynarz odmówił królowi sprzedaży stojącego na zabezpieczonej emfiteuzą działce młyna, rozgniewany władca zareagował następującymi słowami:

Czy on nie wie, że na mocy mojej królewskiej władzy mogę odebrać mu młyn, nie płacąc za niego ani grosza?

Nieustraszony młynarz odpowiedział:

Z pewnością, Wasza Wysokość mogłaby to zrobić, gdyby – z całym szacunkiem – w Berlinie nie było Sądu Izbowego (niem. Kammergericht)!

Wówczas król odstąpił od swojego zamiaru.
Legenda ma na celu przedstawienie w jak najlepszym świetle rządzonych przez Fryderyka II Prus, będących sprawiedliwym i światłym państwem, w którym każdy, niezależnie od tego, czy jest młynarzem czy królem, jest równy wobec prawa. Jednak w rzeczywistości ukazane w legendzie zdarzenie nie ma historycznego uzasadnienia. Fryderyk II nie tylko nie miał nic przeciwko dźwiękowi wydawanemu przez młyn Grävenitza, ale wręcz uważał, że „wiatrak jest ozdobą pałacu”, gdyż jego obecność podkreślała pożądany wiejski charakter jego winnicowej rezydencji, w której chciał żyć sans souci (pol. „bez troski”) jako twórca muzyki i filozof, z dala od berlińskiego oraz poczdamskiego dworu. Natomiast sam Grävenitz chciał zrezygnować z prowadzenia młyna przy pałacu w związku ze stratami w dopływie wiatru, jakie miała powodować królewska rezydencja. W skardze, jaką wystosował względem króla, prosił wszak m.in. o pozwolenie na budowę nowego młyna w bardziej odpowiednim miejscu i król niedługo później do tej prośby się przychylił.
Do powstania „Legendy o młynarzu z Sanssouci” mogło się przyczynić inne zdarzenie, które miało miejsce daleko od Poczdamu, na terenie Nowej Marchii. W położonej w tej prowincji wsi Pommerzig (obecnie Pomorsko w województwie lubuskim) młynarz Christian Arnold od 1762 roku prowadził w ramach emfiteuzy tzw. „młyn rakowy”, będący rodzajem młyna wodnego. Czynsz za nieruchomość pobierał graf von Schmettau. Kiedy młynarz nie mógł już płacić czynszu, graf pozwał go do sądu i od razu wystawił młyn na licytację. Arnold bronił się kontrpozwem, twierdząc, że landrat von Gersdorff utworzył powyżej jego młyna staw do hodowli karpi, który pozbawił go wody, przez co nie z własnej winy miał zaległości w płaceniu czynszu. Kiedy wyższy sąd prowincji Küstrin odrzucił pozew Arnolda o odszkodowanie, młynarz zwrócił się do Fryderyka II o pomoc prawną. Król zainterweniował w sprawie, jednak dopiero po tym, jak specjalnie zwołany sąd apelacyjny zatwierdził prawomocność wyroku. W celu wyjaśnienia sprawy wysłał pułkownika i przedstawiciela rady rządowej do Pommerzig. Gdy ci przedstawili mu różne wyniki, król skierował sprawę do Sądu Izbowego w Berlinie, aby została ostatecznie wyjaśniona. Jednak Sąd Izbowy również odrzucił pozew Arnolda. Ponieważ władca był przekonany o prawach młynarza, interweniował w postępowaniu sądowym, a zakładając, że wymiar sprawiedliwości niesprawiedliwie traktuje poddanych z powodu wynikającej z różnic stanowych zarozumiałości, napisał do ministra sprawiedliwości Karla von Zedlitza:

Pan nic o mnie nie wie. Znam wszystkie figle adwokatów i nie daję się zaślepić. Potrzebny jest tu przykład, ponieważ kanalie nadmiernie nadużywały mojego imienia, popełniając ogromną i niesłychaną niesprawiedliwość. Prawnik dopuszczający się krętactwa musi zostać ukarany surowiej, niż uliczny rabuś. Bo pierwszemu się ufa, a ostatniego trzeba się wystrzegać!

Niedługo później na rok uwięził trzech, określanych przez siebie mianem „szelmów i łotrów”, sędziów Sądu Izbowego w cytadeli Spandau i pozbawił stanowisk landrata von Gersdorffa oraz grafa Fincka von Finckensteina. Wydany na młynarza Arnolda wyrok unieważnił, a następnie zwrócił mu „młyn rakowy” i nakazał zniszczenie stawu do hodowli karpi. Wkrótce okazało się, że król został okłamany przez Arnolda, bowiem pomiędzy stawem karpiowym, a „młynem rakowym” znajdował się tartak, który nigdy nie doświadczał braku wody. Pomimo swojej pomyłki Fryderyk II nie wypuścił sędziów z cytadeli Spandau przed końcem kary, a przebiegły młynarz mógł zachować swój młyn.
Dopiero po śmierci Fryderyka II Wielkiego proces Arnolda został zakończony w postępowaniu rewizyjnym. Nowy król Prus Fryderyk Wilhelm II rozwiązał kwestię pomyłki sądowej na drodze kompromisu dyplomatycznego, gdyż „Legenda o młynarzu z Sanssouci” już dawno uczyniła z jego wuja sprawiedliwego króla. Następca Fryderyka II Wielkiego orzekł, że proces Arnolda ma być postrzegany jako skutek „pomyłki, do której uzależnioną od chwały gorliwość sądową naszego w Bogu spoczywającego wuja majestatu skłoniły niekompletne, nieodpowiednie w stosunku do rzeczywistej sytuacji relacje źle poinformowanych, uprzedzonych osób”.